# Oihana Paniagua
Oihana Zubikoa Paniagua (Vitoria, 27 de marzo de 1994) es una actriz española partícipe en cine.

## Biografía
Oihana Zubikoa, residente en Alsasua, Navarra, debutó en el cine en 2010 con uno de los papeles principales en el largometraje El ángel entre la niebla, dirigido por Karlos Alastruey. En dicha película Oihana encarna a una tímida joven (también llamada Oihana) cuyo padre está gravemente enfermo de cáncer. A la vez ella está secretamente enamorada de un compañero de clase. Oihana encuentra en el bosque una puerta mágica que proporciona a quien la atraviesa el cumplimiento de su deseo más íntimo. Oihana se enfrenta así a una paradoja similar a la de los personajes de Stalker, de Andrei Tarkovsky
En 2011 Oihana Zubikoa protagoniza el largometraje El espíritu de la escalera, de Karlos Alastruey, donde interpreta a Ura, una chica que junto a su grupo de amigas se pierde en un bosque del que nunca podrá salir, pero en el que serán acogidas por un grupo de personas que llevan mucho tiempo aprendiendo a sobrevivir. Ura se sentirá fascinada por la joven Ira, que parece guardar algún tipo de secreto.
Otras colaboraciones de Oihana Paniagua en cine y vídeo son el doblaje al euskera del documental Roca Bon: la geometría del alma, la videocreación Look at me con música de Germán Ormaechea y la película experimental La extensión del cielo, de Karlos Alastruey.

## Filmografía
Largometrajes
- El espíritu de la escalera (2013)
- La extensión del cielo (2012)
- El ángel entre la niebla (2012)
- Roca Bon: la geometría del alma (2010)

Cortometrajes
- Videoclip "Look at Me" (2011) (Horthy & Germán Ormaechea)